# Immeuble, 23 rue Saint-Georges (Rennes)
L’immeuble située au 23 rue Saint-Georges est un édifice de la commune de Rennes, dans le département d’Ille-et-Vilaine en région Bretagne.

## Localisation
Il se trouve au centre du département et dans le centre-ville historique de Rennes, au numéro 23 de la rue Saint-Georges.

## Historique
L’immeuble date du XVIe siècle.
Il est inscrit au titre des monuments historiques depuis le 18 janvier 1967.

## Architecture
C'est un bâtiment plutôt étroit, à pan de bois et encorbellement. Son style est similaire à la plupart des bâtiments de la rue Saint-Georges.
En 1911, Paul Banéat signale qu'à l'intérieur se trouvent des poutres moulurées et quelques consoles à volutes.